# Hayley Chase
Hayley Chase (* 16. August 1991) ist eine US-amerikanische Schauspielerin.
Chase arbeitet seit 2003 als Schauspielerin. Sie wirkte in einigen US-amerikanischen Fernsehserien mit, unter anderem in Eine himmlische Familie, Monk, Medium – Nichts bleibt verborgen und The Mentalist. Bekannt wurde sie vor allem durch ihre Rolle der Joannie Palumbo in Hannah Montana. Sie spielt darin eine Mitschülerin von Hannah und die Rivalin der Filmrolle Lily. 2010 war sie an der Seite von Mark Harmon in einer Folge der US-Fernsehserie Navy CIS zu sehen.

## Filmografie (Auswahl)
- 2003: Eine himmlische Familie (7th Heaven, Fernsehserie, eine Folge)
- 2006: Monk (Fernsehserie, eine Folge)
- 2007: Medium – Nichts bleibt verborgen (Medium, Fernsehserie, eine Folge)
- 2007–2011: Hannah Montana (sieben Folgen)
- 2008: The Mentalist (Fernsehserie, eine Folge)
- 2008: Proud American
- 2009: Make It or Break It (Fernsehserie, eine Folge)
- 2010: Navy CIS (NCIS, Fernsehserie, eine Folge)
- 2010: Dr. House (House M.D., Fernsehserie, Folge A Pox on Our House)
- 2011: Criminal Minds (Fernsehserie, eine Folge)
- 2011: Hawaii Five-0 (Fernsehserie, eine Folge)
- 2011: CSI: Miami (Fernsehserie, eine Folge)
- 2019: Grey’s Anatomy (Fernsehserie, Folge 16x07)
- 2023: 9-1-1: Lone Star (Fernsehserie, eine Folge)